# The Old Homestead
The Old Homestead er en amerikansk stumfilm fra 1915 af James Kirkwood, Sr..

## Medvirkende
- Frank Losee som Josiah Whitcomb.
- Creighton Hale som Reuben Whitcomb.
- Denman Maley som Jack Hazzard.
- Louise Huff som Ruth Stratton.
- Mrs. Corbett som Tante Tildy.